# Anton Rupert
Anthony Edward Rupert (Graaff-Reinet, 4 de outubro de 1916 – Stellenbosch, 18 de janeiro de 2006) foi um empresário, bilionário e conservacionista sul-africano. Nasceu na cidade de Graaff-Reinet. Fundou a Richemont e foi um dos membros fundadores da WWF (World Wildlife Fund).